# Давлетов, Абдрауф Ганеевич
Абдурауф Ганеевич Давле́тов (14 [27] марта 1916, Халилово, Оренбургская губерния — 27 октября 1943, Брагинский район, Полесская область) — лейтенант Рабоче-крестьянской Красной Армии, участник Великой Отечественной войны, Герой Советского Союза (1944).

## Биография
Родился 27 марта 1916 года в селе Халилово (ныне — Абзелиловский район Башкортостана) в рабочей семье. Башкир. Окончил семь классов школы. В 1937—1938 годах работал начальником пожарной охраны, шахтёром, затем в 1938—1940 годах проходил службу в Рабоче-крестьянской Красной Армии. Стал кандидатом в члены ВКП(б).
Участвовал в Польском походе РККА. Демобилизовавшись, работал инструктором всевобуча, затем инструктором Абзелиловского районного военного комиссариата Башкирской АССР. В октябре 1942 года был призван на службу в РККА. Окончил филиал курсов «Выстрел» в Уфе. С марта 1943 года — на фронтах Великой Отечественной войны. К сентябрю 1943 года гвардии лейтенант, командовал пулемётным взводом 58-го гвардейского кавалерийского полка 16-й гвардейской кавалерийской дивизии 7-го гвардейского кавалерийского корпуса 61-й армии Центрального фронта. Отличился во время битвы за Днепр.
В ночь с 26 на 27 сентября 1943 года одним из первых переправился через Днепр в районе деревни Нивки Брагинского района Гомельской области Белорусской ССР. Во время высадки на берег, когда выбыл из строя пулемётный расчёт и Давлетов остался один, он открыл огонь по солдатам противника, заставив тех укрыться в траншее. Когда прибыла следующая лодка с бойцами, вместе с ними ворвался в траншею противника и лично уничтожил 6 солдат противника, а также взял ещё одного в плен.
27 октября 1943 года погиб в бою. Похоронен в братской могиле в деревне Асаревичи Гомельской области Белоруссии.
Указом Президиума Верховного Совета СССР «О присвоении звания Героя Советского Союза генералам, офицерскому, сержантскому и рядовому составу Красной Армии» от 15 января 1944 года за «образцовое выполнение боевых заданий командования на фронте борьбы с немецкими захватчиками и проявленными при этом отвагу и геройство» гвардии лейтенант Абдрауф Давлетов посмертно был удостоен высокого звания Героя Советского Союза. 
Также был награждён орденами Ленина и Красного Знамени.
В честь Давлетова названа школа в селе Халилово, там установлен бюст Героя.